# Tartessos (banda)
Tartessos fue una banda de rock originaria de Huelva, que estuvo activa entre 1968 y 1976 y que suele considerarse como precursora del rock andaluz.
Inicialmente, la banda se creó con el nombre de Keys, que mantuvieron hasta 1972. Estaba integrada inicialmente por Pepe Roca y José Barros (guitarras y cantantes), Fernando Gómez (batería) y Alfredo Lago (bajo). Posteriormente, entrarían Manuel Marinelli (teclados), Antonio Tacita (batería) y Eliseo Alfonso (bajo). 
Tartessos fue el germen de lo que después sería Alameda. Sin embargo, en sus comienzos, realizaban un rock mucho más estándar, cantando en inglés y tocando temas de The Allman Brothers Band, con guiños a Jethro Tull y Caravan.
En esa línea, con tendencia a un rock más progresivo, cercano al jazz rock, grabaron cinco singles para el sello Phillips, y un LP, titulado "Tiempo muerto", publicado en 1975, y cuyo tema homónimo sí mostraba ya su relación con el Rock Andaluz. Incluían también un tema de Nuevos Tiempos y sus letras eran obra de Jesús Conde, letrista luego de Alameda. En 1976, se disolvieron.